# Acianthera cremasta
Acianthera cremasta é  uma espécie de orquídea (Orchidaceae) que existe no Equador, antigamente subordinada ao gênero Pleurothallis.

## Publicação e sinônimos
- Acianthera cremasta (Luer & J.Portilla) Luer, Monogr. Syst. Bot. Missouri Bot. Gard. 95: 253 (2004).

Sinônimos homotípicos:
- Pleurothallis cremasta Luer & J.Portilla, Selbyana 22: 119 (2001).